# Корженёвский, Роберт
Роберт Марек Корженёвский (пол. Robert Marek Korzeniowski, род. 30 июля 1968 года в Любачуве, Польша) — польский легкоатлет, 4-кратный олимпийский чемпион по спортивной ходьбе, трёхкратный чемпион мира, двукратный чемпион Европы. Командор ордена Возрождения Польши. Обладатель наибольшего количества золотых олимпийских медалей среди всех польских спортсменов.
Первым в истории завоевал медали на 3 олимпиадах подряд и первым в истории завоевал медали на двух дистанциях: 20 км и 50 км на одной олимпиаде.
Чемпион летней Олимпиады 1996 года (50 км), летней Олимпиады 2000 года (20 и 50 км) и летней Олимпиады 2004 года (50 км).
Чемпион мира (1997, 2001, 2003), Европы (1998, 2002), Польши.
Экс-рекордсмен мира на дистанции 50 км: 2003 год — 3 ч 36 мин и 3 сек. В 2006 году этот рекорд побил австралиец Нейтан Дикс. Результат Корженёвского остаётся рекордом Польши.
Лучший спортсмен Польши в 1998 и 2000 годах.

## Государственные награды
- Рыцарь ордена Возрождения Польши — 1996
- Офицер ордена Возрождения Польши — 2000
- Командор ордена Возрождения Польши — 2004
- Почётный гражданин Любачува.